# Lophocolea silvestris
Lophocolea silvestris là một loài Rêu trong họ Lophocoleaceae. Loài này được Gottsche mô tả khoa học đầu tiên năm 1882.